# الإسلام في مارتينيك
وفقا لتقرير مركز بيو للدراسات عام 2009، هناك 1,000 مسلم في مارتينيك يشكلون حوالي 0.2٪ من مجموع السكان.

## هوامش
1. ↑  (بالإنجليزية) MAPPING THE GLOBAL MUSLIM POPULATION نسخة محفوظة 25 يوليو 2013 على موقع واي باك مشين., October 2009, Pew Forum on Religion & Public Life "نسخة مؤرشفة" (PDF). مؤرشف من الأصل في 2013-07-25. اطلع عليه بتاريخ 2019-09-21.{{استشهاد ويب}}:  صيانة الاستشهاد: BOT: original URL status unknown (link)